# Polnische Poolbillard-Meisterschaft 2010
Die polnische Poolbillard-Meisterschaft 2010 war die 19. Austragung der nationalen Meisterschaft in der Billardvariante Poolbillard. Sie fand vom 12. bis 17. Dezember 2010 in Starachowice statt. Ausgespielt wurden die Disziplinen 8-Ball, 9-Ball, 10-Ball und 14/1 endlos.

## Medaillengewinner
| Disziplin            | Gold                                       | Silber                                   | Bronze                                         | Bronze                                     |
| -------------------- | ------------------------------------------ | ---------------------------------------- | ---------------------------------------------- | ------------------------------------------ |
| Herren – 8-Ball      | Dawid Jędrzejczak (Trefl Sopot)            | Konrad Piekarski (Metal Fach LP Sokółka) | Piotr Kudlik (Metal Fach LP Sokółka)           | Mateusz Śniegocki (Hades Poznań)           |
| Herren – 14/1 endlos | Tomasz Kapłan (Konsalnet Warszawa)         | Bartosz Rozwadowski (Nosan Kielce)       | Marek Kudlik (Pino Ventor Dębica)              | Radosław Babica (Nosan Kielce)             |
| Herren – 10-Ball     | Mariusz Skoneczny (LD Tomaszów Mazowiecki) | Mieszko Fortuński (Baribal Lubin)        | Piotr Kudlik (Metal Fach LP Sokółka)           | Marek Kudlik (Pino Ventor Dębica)          |
| Herren – 9-Ball      | Mieszko Fortuński (Baribal Lubin)          | Tomasz Kapłan (Konsalnet Warszawa)       | Wojciech Szewczyk (Konsalnet Warszawa)         | Mariusz Skoneczny (LD Tomaszów Mazowiecki) |
| Damen – 9-Ball       | Dagmara Raczkowska (Zakręcona Bila Poznań) | Oliwia Czupryńska (Nosan Kielce)         | Michalina Kryszak (UKS Łabiszynianka Łabiszyn) | Kinga Stawarz (Ósemka Rzeszów)             |
| Damen – 8-Ball       | Oliwia Czupryńska (Nosan Kielce)           | Kinga Stawarz (Ósemka Rzeszów)           | Izabela Łącka (Falcon Sosnowiec)               | Karolina Pikul (Ósemka Rzeszów)            |
| Damen – 10-Ball      | Oliwia Czupryńska (Nosan Kielce)           | Karolina Pikul (Ósemka Rzeszów)          | Katarzyna Wesołowska (Nosan Kielce)            | Izabela Łącka (Falcon Sosnowiec)           |